# Loiron

Loiron este o comună în departamentul Mayenne, Franța. În 2009 avea o populație de 1,478 de locuitori.